# Scott Cuthbert
Scott James Cuthbert (Alexandria, 15 giugno 1987) è un ex calciatore scozzese, di ruolo difensore.

## Carriera

### Club
Ha giocato nella prima divisione scozzese.

### Nazionale
Ha partecipato ai Mondiali Under-20 del 2007. Nel biennio successivo ha invece giocato 12 partite con la nazionale scozzese Under-21. Nel 2006 aveva invece conquistato un secondo posto agli Europei di categoria con la nazionale scozzese Under-19.

## Statistiche

### Presenze e reti nei club
Statistiche aggiornate al 23 marzo 2021.
| Stagione             | Squadra              | Campionato           | Campionato | Campionato | Coppe nazionali | Coppe nazionali | Coppe nazionali | Coppe continentali | Coppe continentali | Coppe continentali | Altre coppe | Altre coppe | Altre coppe | Totale | Totale |
| Stagione             | Squadra              | Comp                 | Pres       | Reti       | Comp            | Pres            | Reti            | Comp               | Pres               | Reti               | Comp        | Pres        | Reti        | Pres   | Reti   |
| -------------------- | -------------------- | -------------------- | ---------- | ---------- | --------------- | --------------- | --------------- | ------------------ | ------------------ | ------------------ | ----------- | ----------- | ----------- | ------ | ------ |
| 2006-2007            | Livingston           | SFD                  | 4          | 1          | SC+CdL          | -               | -               | -                  | -                  | -                  | -           | -           | -           | 4      | 1      |
| 2007-2008            | Celtic               | SPL                  | 0          | 0          | SC+CdL          | -               | -               | UCL                | -                  | -                  | -           | -           | -           | 0      | 0      |
| 2008-2009            | St. Mirren           | SPL                  | 29         | 0          | SC+CdL          | 4+1             | 0               | -                  | -                  | -                  | -           | -           | -           | 34     | 0      |
| 2009-2010            | Swindon Town         | FL1                  | 39+3       | 3+0        | FACup+CdL       | 3+1             | 0               | -                  | -                  | -                  | FLT         | 2           | 0           | 48     | 3      |
| 2010-2011            | Swindon Town         | FL1                  | 41         | 2          | FACup+CdL       | 3+1             | 0               | -                  | -                  | -                  | FLT         | 3           | 0           | 48     | 2      |
| Totale Swindon Town  | Totale Swindon Town  | Totale Swindon Town  | 80+3       | 5+0        |                 | 8               | 0               |                    | -                  | -                  |             | 5           | 0           | 96     | 5      |
| 2011-2012            | Leyton Orient        | FL1                  | 33         | 1          | FACup+CdL       | 2+2             | 0               | -                  | -                  | -                  | FLT         | 0           | 0           | 37     | 1      |
| 2012-2013            | Leyton Orient        | FL1                  | 18         | 0          | FACup+CdL       | 2+1             | 0               | -                  | -                  | -                  | FLT         | 4           | 0           | 25     | 0      |
| 2013-2014            | Leyton Orient        | FL1                  | 44+3       | 4+0        | FACup+CdL       | 2+2             | 0               | -                  | -                  | -                  | FLT         | 3           | 0           | 54     | 4      |
| 2014-2015            | Leyton Orient        | FL1                  | 38         | 2          | FACup+CdL       | 1+2             | 0               | -                  | -                  | -                  | FLT         | 3           | 0           | 44     | 2      |
| Totale Leyton Orient | Totale Leyton Orient | Totale Leyton Orient | 133+3      | 7+0        |                 | 14              | 0               |                    | -                  | -                  |             | 10          | 0           | 160    | 7      |
| 2015-2016            | Luton Town           | FL2                  | 36         | 0          | FACup+CdL       | 1+2             | 0               | -                  | -                  | -                  | FLT         | 1           | 0           | 40     | 0      |
| 2016-2017            | Luton Town           | FL2                  | 38+2       | 1+1        | FACup+CdL       | 3+1             | 0               | -                  | -                  | -                  | FLT         | 2           | 0           | 46     | 2      |
| 2017-2018            | Luton Town           | FL2                  | 23         | 2          | FACup+CdL       | 1+1             | 0               | -                  | -                  | -                  | FLT         | 0           | 0           | 25     | 2      |
| Totale Luton Town    | Totale Luton Town    | Totale Luton Town    | 97+2       | 3+1        |                 | 9               | 0               |                    | -                  | -                  |             | 3           | 0           | 111    | 4      |
| 2018-2019            | Stevenage            | FL2                  | 46         | 2          | FACup+CdL       | 1+1             | 0               | -                  | -                  | -                  | FLT         | 0           | 0           | 48     | 2      |
| 2019-2020            | Stevenage            | FL2                  | 21         | 2          | FACup+CdL       | 2+1             | 0               | -                  | -                  | -                  | FLT         | 2           | 0           | 26     | 2      |
| 2020-2021            | Stevenage            | FL2                  | 0          | 0          | FACup+CdL       | 0               | 0               | -                  | -                  | -                  | FLT         | 0           | 0           | 0      | 0      |
| Totale Stevenage     | Totale Stevenage     | Totale Stevenage     | 67         | 4          |                 | 5               | 0               |                    | -                  | -                  |             | 2           | 0           | 74     | 4      |
| Totale carriera      | Totale carriera      | Totale carriera      | 418        | 21         |                 | 41              | 0               |                    | -                  | -                  |             | 20          | 0           | 479    | 21     |

## Palmarès

### Club

#### Competizioni nazionali
- Campionato scozzese: 1

Celtic: 2007-2008